# Boksački ustanak
Boksački ustanak ili Iheatuanski ustanak je naziv za oružani sukob koji je izbio na području Sjeverne Kine 1899. kada su pripadnici kineskoga pokreta „Društvo pravedne harmonije” (na Zapadu poznatog kao „boksači”), započeli s masovnim napadima na ne-Kineze, ponajprije kršćanske misionare, kao i kineske preobraćenike, smatrajući ih petom kolonom europskih imperijalističkih velesila, koje su prethodnih desetljeća ishodili niz povlastica na račun slabe carske dinastije Qing. U lipnju 1900. su se oko Pekinga počele masovno okupljati boksačke snage i zahtijevati od carske vlade smaknuća ili protjerivanja svih stranaca iz Kine. Pod njihovim pritiskom carica majka Cixi objavila je rat europskim državama, čiji su se državljani sklonili u tzv. Legacijsku četvrt u Pekingu, a čije su vlade organizirale tzv. Savez osam država. Saveznički ekspedicijski korpus iskrcao se i nakon žestokih borbi zauzeo Tianjin, a potom 14. kolovoza i Peking, prisilivši Cixi na zapodjevanje mirovnih pregovora. Oni su završeni tzv. Boksačkim protokolom kojim je Kina prisiljena saveznicima isplatiti veliku ratnu odštetu i proširiti njihove dotadašnje povlastice. Boskački ustanak imao je značajne posljedice za daljnju povijest Kine, s obzirom na to da je poraz oslabio prestiž carske dinastije, ali i kod kineskih intelektualaca stvorio uvjerenje kako se Kina zapadnim osvajačima može suprotstaviti jedino ako prihvati njihove suvremene ideje, kao što su republikanstvo i socijalizam. 
Uoči ustanka, na kineskom tlu živjelo je 30 000 kršćana, većina kojih je raseljena, proganjana i izgonjena iz zemlje. Više od tristo, što katoličkih što pravoslavnih što protestantskih vjernika laika, misionara i svećenika, koji su za vrijeme ustanka podnijeli mučenički smrt, časte se kao Kineski mučenici u Katoličkoj i Pravoslavnoj Crkvi. Kršćanska zajednica u Kini nastavila je rasti i nakon progona postavši najvećom vjerskom zajednicom iza tradicijski prevladavajućega budizma.

## Vanjske poveznice
- Boksački ustanak u mrežnom izdanju Hrvatske enciklopedije